# Anna-Maria Heil
Anna-Maria Heil (* 21. Juni 1995 in Judenburg) ist eine ehemalige österreichische Tennisspielerin.

## Karriere
2007 wurde Heil Österreichischer Staatsmeister der U12 im Einzel und zusammen mit ihrer Partnerin Ann-Sophie Schwaiger im Doppel.
Ihr Debüt auf der WTA Tour feierte sie 2014 in Linz, als sie dank einer Wildcard in der Einzelkonkurrenz der Qualifikation startete. Sie erreichte 2014 bei vier Turnieren des ITF Women’s Circuit das Viertelfinale und einmal das Halbfinale im Einzel sowie ebenso einmal das Halbfinale im Doppelwettbewerb.
Im Februar 2015 gewann sie ihr erstes Doppelturnier auf dem ITF Women’s Circuit in Trnava.
Seit August 2015 bestritt Anna-Maria Heil kein Profiturnier mehr und wird seit Mitte 2016 nicht mehr in den Weltranglisten geführt.
Heil studierte 2015 bis 2020 Wirtschaftsrecht an der Wirtschaftsuniversität Wien und ist nach ihrem Abschluss als Master of Laws als Wissenschaftliche Mitarbeiterin am Institut für Zivil- und Zivilverfahrensrecht der WU Wien tätig.

## Turniersiege

### Doppel
| Nr. | Datum            | Turnier | Kategorie   | Belag             | Partnerin            | Finalgegnerinnen                | Ergebnis |
| --- | ---------------- | ------- | ----------- | ----------------- | -------------------- | ------------------------------- | -------- |
| 1.  | 14. Februar 2015 | Trnava  | ITF $10.000 | Hartplatz (Halle) | Anastasija Sevastova | Michaela Hončová Lenka Juricová | 6:4, 6:3 |